# Gertrude Cox
Pour les articles homonymes, voir Cox.
Gertrude Mary Cox, née le 13 janvier 1900 à Dayton (Iowa) et morte le 17 octobre 1978, est une statisticienne américaine.
Elle est célèbre pour son ouvrage Experimental Designs, écrit avec William Cochran.

## Biographie
Après avoir fini le lycée, elle a d'abord voulu devenir diaconesse au sein de l'Église épiscopalienne méthodiste mais s'inscrit finalement en psychologie et en mathématique à l'université d'État de l'Iowa. Pour financer ses études, elle travaille au laboratoire de calcul de George Snedecor et découvre ainsi les statistiques. Elle devient diplômé en statistique de l'université d l'Iowa en 1931 et étudie les « statistiques psychologiques » à l'université de Californie à Berkeley de 1931 à 1933,.
Elle devient ensuite professeur à l'université d'État de l'Iowa et y enseigne les méthodes expérimentales. Elle insiste notamment sur le fait de fixer le protocole avant l'expérience, sur l'importance de la randomisation et du groupe de contrôle
En 1940, elle devient professeur à l'université de Caroline du Nord où elle fonde le département de statistiques. Elle devient ensuite directrice de l'institut de statistiques de l'université de Caroline du Nord en 1944.
En 1956, elle devient présidente de l'association américaine de statistiques.

## Publications
- 1950 : Experimental Designs, écrit avec William Cochran, John Wiley and Sons